# Bolzano (Italija)
Bolzano/Bozen (njemački Bozen, talijanski Bolzano, ladinski Bulsan/Balsan, hrvatski također Bocen) je glavni grad autonomne pokrajine Južni Tirol, i najveći grad u kraju po broju stanovnika.
Italija je 1919. godine po tajnom ugovoru s Velikom Britanijom iz 1915. godine anektirala Bozen.
Bozen, kao grad s 97.332 stanovnika (2003.), danas predstavlja administrativno, gospodarsko i kulturno središte Južnog Tirola sa sveučilištem, europskom akademijom, zračnom lukom, kazalištem i muzejem arheologije Ötzia (poznatog očuvanog tijela čovjeka iz ledenog doba).